# Bahnstrecke Arnhem–Nijmegen
| Ein Sprinter des Typs Stadler Flirt überquert den Nederrijn. |                      |                                         |                                         |
| |                      |                                         |                                         |
| Streckenlänge: | 17,0 km              |                                         |                                         |
| Spurweite: | 1435 mm (Normalspur) |                                         |                                         |
| Stromsystem: | 1.500 V =            |                                         |                                         |
| Streckengeschwindigkeit: | 140 km/h             |                                         |                                         |
| |                      |                                         |                                         |
| Provinz: | Gelderland           |                                         |                                         |
| Verlauf |                      |                                         |                                         |
| \| \| \| von Zwolle und von Emmerich \| \| \| \| 0 \| Arnhem Centraal \| Arnhem Centraal \| \| \| \| nach Amsterdam \| \| \| \| \| Nederrijn (Eisenbahnbrücke Oosterbeek) \| \| \| \| 6 \| Arnhem Zuid \| Arnhem Zuid \| \| \| 9 \| Elst \| Elst \| \| \| \| nach Dordrecht \| \| \| \| \| nach Rotterdam (nur GV) \| \| \| \| \| Rotterdam–Zevenaar \| \| \| \| \| aus Rotterdam (nur GV) \| \| \| \| \| A 15 \| \| \| \| 15 \| Nijmegen Lent \| Nijmegen Lent \| \| \| \| Waal (Eisenbahnbrücke Nijmegen) \| \| \| \| 17 \| Nijmegen \| Nijmegen \| \| \| \| nach Kleve, nach Venlo und nach Tilburg \| \| |                      |                                         |                                         |
| Strecke |                      | von Zwolle und von Emmerich             | von Zwolle und von Emmerich             |
| Bahnhof | 0                    | Arnhem Centraal                         | Arnhem Centraal                         |
| Abzweig geradeaus und nach rechts |                      | nach Amsterdam                          | nach Amsterdam                          |
| Brücke über Wasserlauf |                      | Nederrijn (Eisenbahnbrücke Oosterbeek)  | Nederrijn (Eisenbahnbrücke Oosterbeek)  |
| Bahnhof | 6                    | Arnhem Zuid                             | Arnhem Zuid                             |
| Bahnhof | 9                    | Elst                                    | Elst                                    |
| Abzweig geradeaus, nach rechts und ehemals von rechts |                      | nach Dordrecht                          | nach Dordrecht                          |
| Abzweig geradeaus und nach rechts |                      | nach Rotterdam (nur GV)                 | nach Rotterdam (nur GV)                 |
| Kreuzung geradeaus unten |                      | Rotterdam–Zevenaar                      | Rotterdam–Zevenaar                      |
| Abzweig geradeaus und von rechts |                      | aus Rotterdam (nur GV)                  | aus Rotterdam (nur GV)                  |
| Strecke mit Straßenbrücke |                      | A 15                                    | A 15                                    |
| Bahnhof | 15                   | Nijmegen Lent                           | Nijmegen Lent                           |
| Brücke über Wasserlauf |                      | Waal (Eisenbahnbrücke Nijmegen)         | Waal (Eisenbahnbrücke Nijmegen)         |
| Bahnhof | 17                   | Nijmegen                                | Nijmegen                                |
| Strecke |                      | nach Kleve, nach Venlo und nach Tilburg | nach Kleve, nach Venlo und nach Tilburg |

Die Bahnstrecke Arnhem–Nijmegen ist eine Eisenbahnstrecke zwischen Arnhem und Nijmegen. Die Bahnstrecke ist eine wichtige Verbindung im Osten der Niederlande und führt über zwei Mündungsarme im Rhein-Maas-Delta, den Nederrijn und die Waal. Die Streckenlänge beträgt etwa 17 Kilometer.

## Geschichte
Nachdem durch den niederländischen Staat die zehn sogenannten „Staatslijnen“ angelegt worden waren, wurde die Umsetzung der Bahnstrecke Arnhem–Nijmegen im Gesetz vom 21. Mai 1873 festgelegt. Am 15. Juni 1879 wurde die Strecke durch die Staatsspoorwegen eröffnet. In Arnhem schließt die Linie an die Bahnstrecken Amsterdam–Arnhem, Arnhem–Leeuwarden sowie Oberhausen–Arnhem an. Die Bahnstrecke Köln–Nijmegen wurde während des Baus der Bahnstrecke Arnhem–Nijmegen durch den Bahnhof Nijmegen an das niederländische Schienennetz angebunden. Am 4. Juni 1881 hatte die Inbetriebnahme der Bahnstrecke Tilburg–Nijmegen erfolgt, bevor am 1. Juni 1883 die Bahnstrecke Nijmegen–Venlo eingeweiht wurde. Als die Bahnstrecke Elst–Dordrecht im Jahr 1882 eröffnet wurde, erhielt sie sowohl in Richtung Arnhem als auch Nijmegen jeweils einen Anschluss. Aufgrund des wachsenden Autoverkehrs in den 1930er-Jahren entschlossen sich die Nederlandse Spoorwegen zur Modernisierung ihrer Strecken. Das sogenannte „Middennet“ sah die Elektrifizierung zahlreicher Bahnstrecken in den Niederlanden vor. Die Elektrifizierung der Strecke zwischen Arnhem und Nijmegen wurde am 2. April 1940 abgeschlossen. Zwischen 1980 und 2002 gab es zwischen Arnhem und Nijmegen nur noch den Bahnhof in Elst. Zu Beginn des 21. Jahrhunderts wurden jedoch zwei weitere Haltestellen, die Bahnhöfe Arnhem Zuid und Nijmegen Lent, eröffnet. Zwei Verbindungen an die 2007 fertiggestellte Betuweroute, eine Güterbahnstrecke zwischen Rotterdam und Zevenaar, wurden nach einer kurzen Testphase im Jahr 2015 offiziell hergestellt.

## Zugverkehr
Momentan verkehren auf der Strecke die Intercity-Züge von Nijmegen über Arnhem nach Schiphol Airport und ebenso nach Den Helder sowie von Roosendaal über Nijmegen und Arnhem nach Zwolle. Darüber hinaus verkehren Sprinter-Züge der Nederlandse Spoorwegen von Dordrecht über Nijmegen nach Arnhem und von Wijchen über Nijmegen und Arnhem nach Zutphen. Weitere Regionalzüge von Arriva fahren von Arnhem über Elst nach Tiel.

## Bahnhöfe

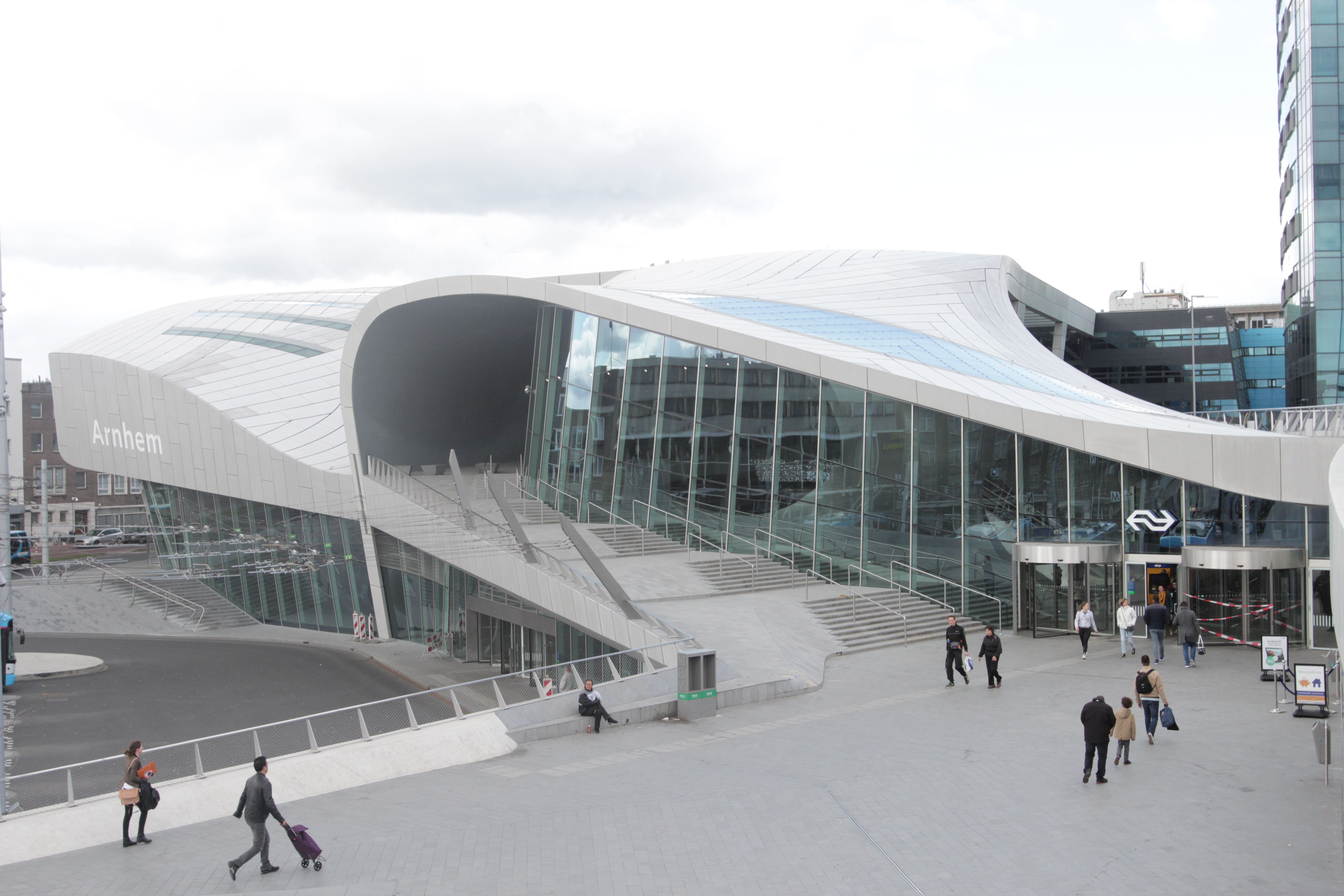
Arnhem Centraal
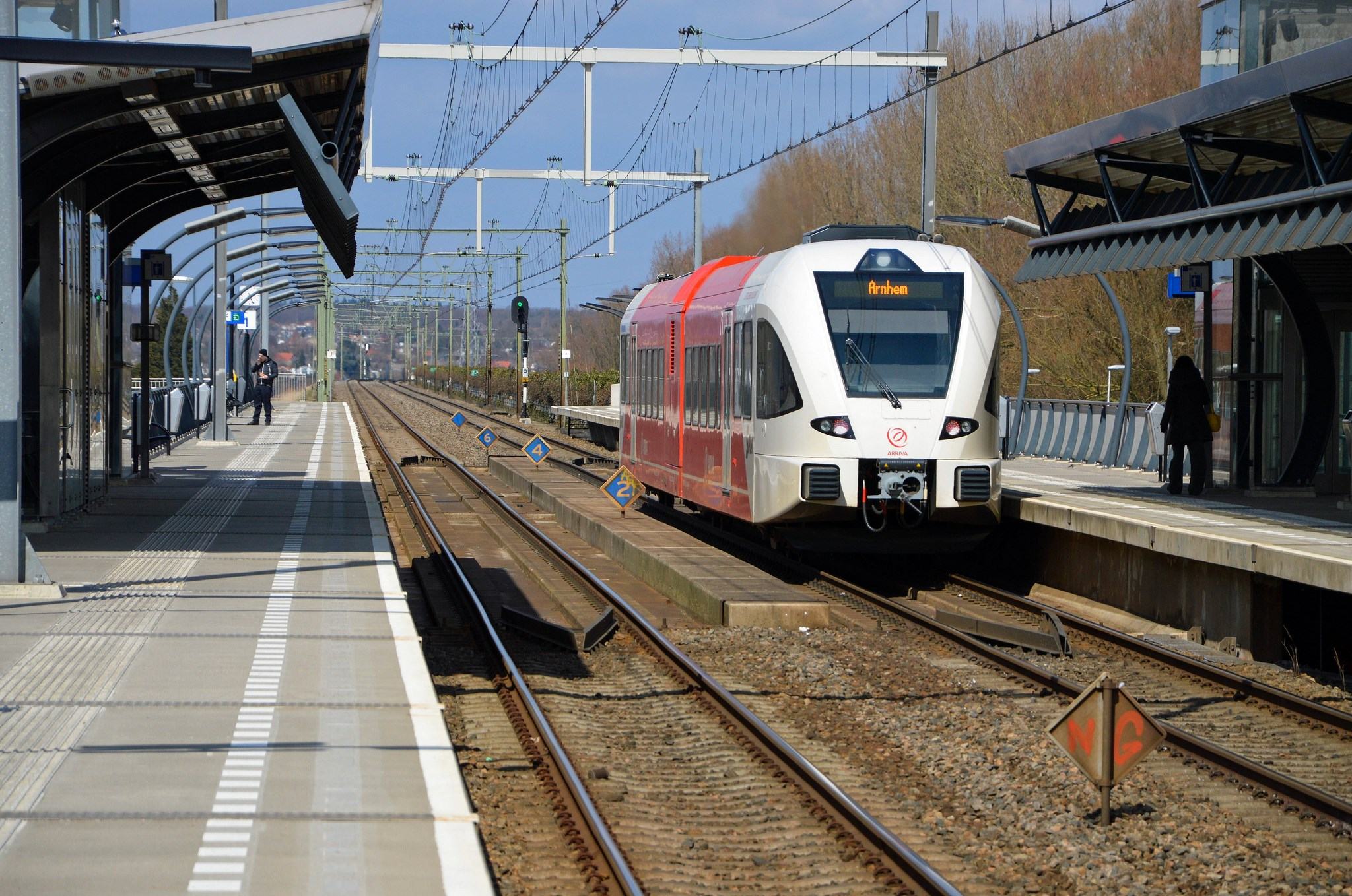
Arnhem Zuid
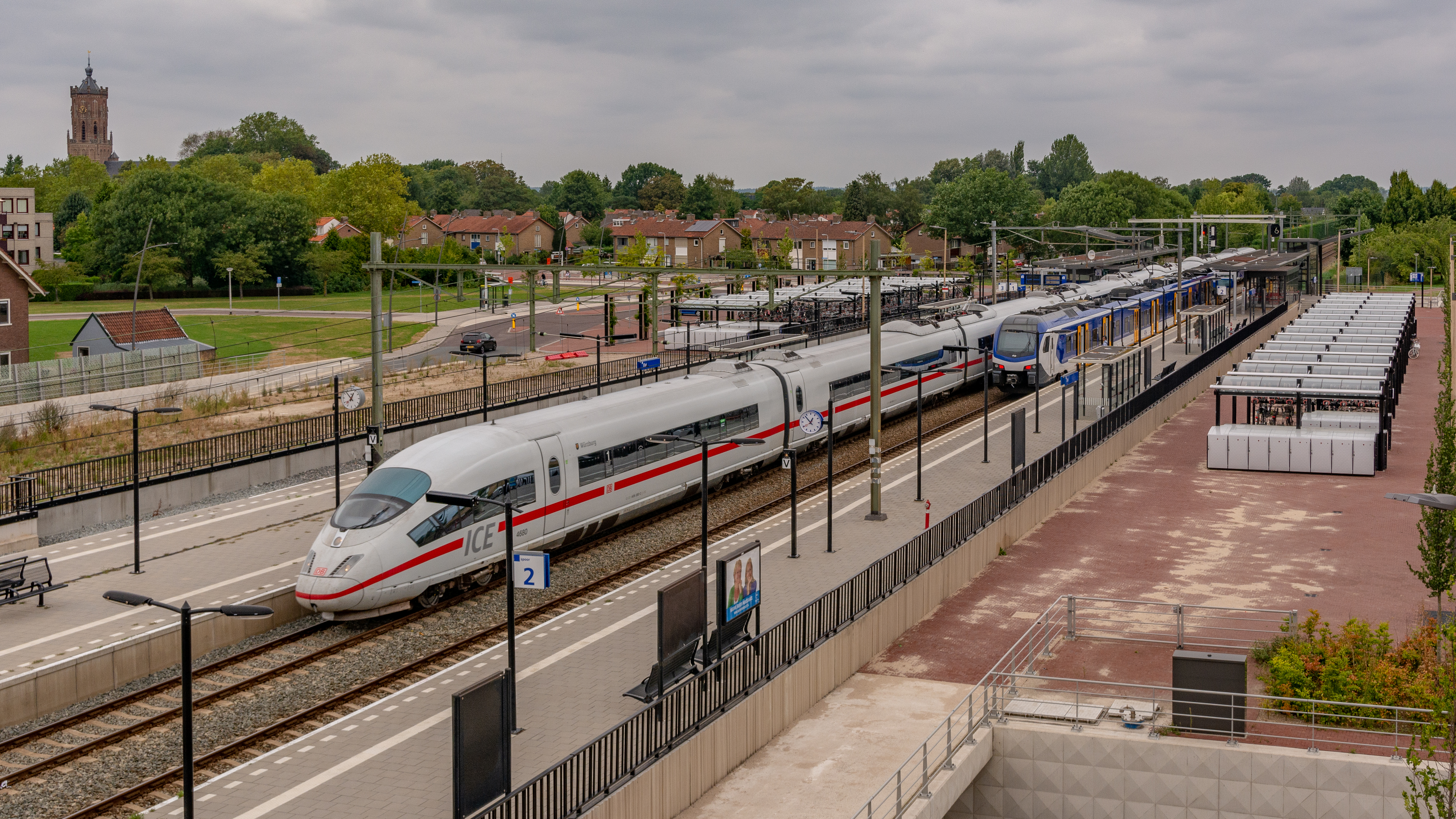
Elst
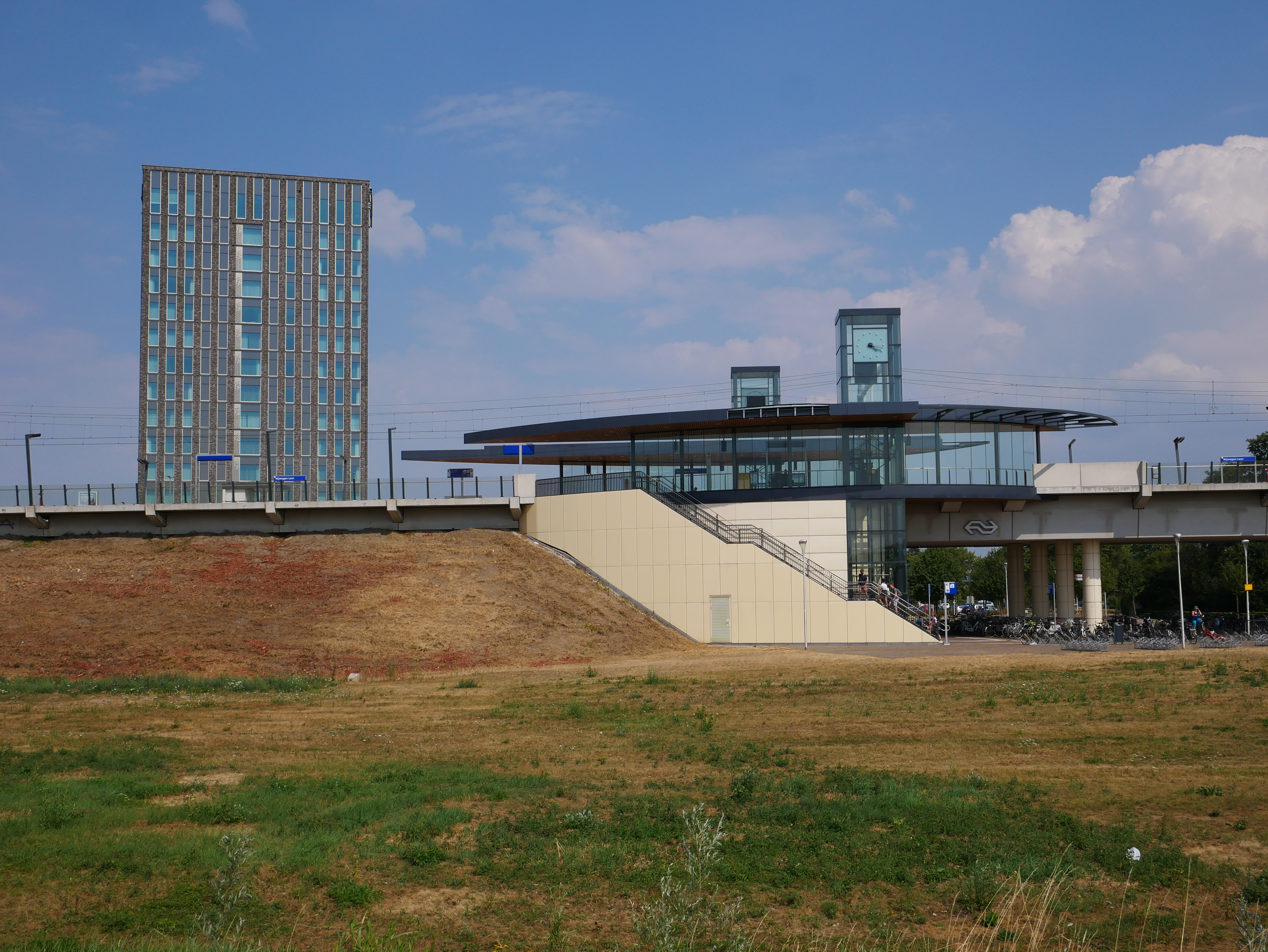
Nijmegen Lent
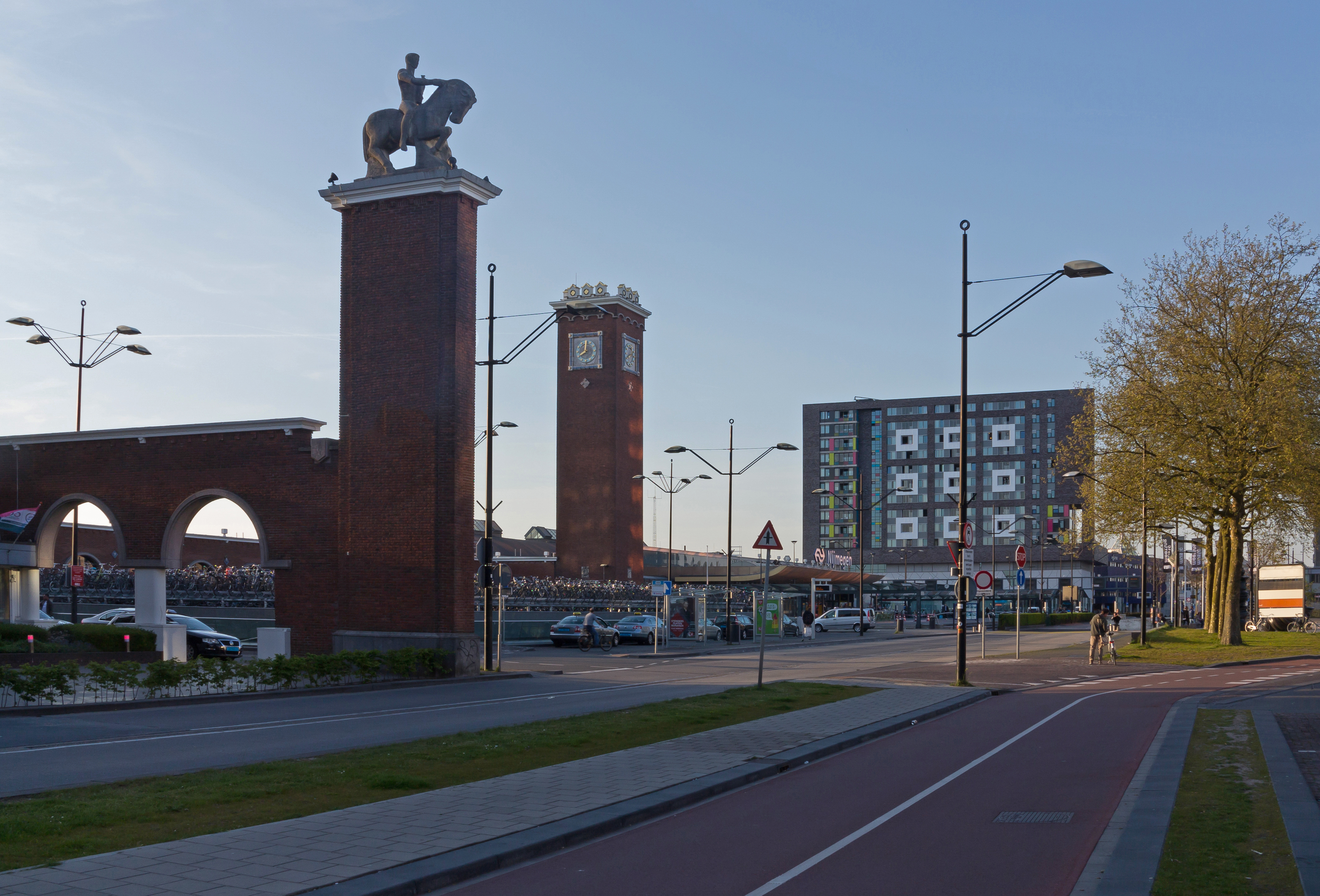
Nijmegen